# 福克斯鎮區 (伊利諾伊州肯德爾)
福克斯鎮區（英語：Fox Township）是位於美國伊利諾伊州肯德爾縣的一個行政鎮區。

## 地方資料
根據2010年美國人口普查的數據，福克斯鎮區的面積為94.90平方千米，當中陸地面積為93.70平方千米，而水域面積為1.20平方千米。當地共有人口1755人，而人口密度為每平方千米18.49人。